# WTA German Open 1986
Il WTA German Open 1986 è stato un torneo di tennis giocato sulla terra rossa. È stata la 74ª edizione del German Open, che fa parte Virginia Slims World Championship Series 1986. Si è giocato al Rot-Weiss Tennis Club di Berlino in Germania dal 12 al 19 maggio 1986.

## Campionesse

### Singolare
Steffi Graf ha battuto in finale  Martina Navrátilová con il punteggio di 6–2, 6–3.

### Doppio
Steffi Graf /  Helena Suková hanno battuto in finale  Martina Navrátilová /  Andrea Temesvári con il punteggio di 7–5, 6–2.